# Nokia 6500 Classic
Nokia 6500 Classic — мобільний телефон компанії Nokia.
Проєктована назва в апарата була Lynn. Менеджером проєкту був Крістіан Рійсе, розробка апарата почалася в серпні 2005 року. При створенні телефону головним напрямом був дизайн апарата, тому рекламним слоганом стала фраза«Simply Beautiful». Пізніше була представлена модель Nokia 6500 slide.
Дата анонсування 31 травня 2007.